# Christian Bernstorff
Christian Günther Bernstorff, född 3 april 1769, död 18 mars 1835, var en dansk greve och dansk-tysk statsman. Han var son till Andreas Peter Bernstorff.
Bernstorff var 1795–1797 Danmarks sändebud i Stockholm, och blev vid faderns död 1797 dansk utrikesminister. Från 1803 var han medlem av statsrådet. I sin politik försökte Bernstorff följa samma linjer som fadern, och var en av upphovsmännen till det mot England riktade väpnade neutralitetsförbundet 1800–1801 mellan Ryssland, Sverige, Danmark och Preussen. Genom den engelska flottans angrepp och seger på Köpenhamns redd 2 april 1801 och mordet på kejsar Paul upplöstes förbundet och Bernstorff måste sluta fred med England. Under de följande åren iakttog Bernstorff neutralitet i den europeiska krigen, även om hans sympatier avgjort låg hos Napoleon I:s fiender. Händelsernas gång – freden i Tilsit 1807 och engelsmännens bryska uppträdanden därefter, bland annat Köpenhamns bombardemang samma år, förmådde Danmark att i stället ansluta sig till Frankrike. Att hantera den svåra tiden därefter blev en övermäktig uppgift för Bernstorff, som 1810 avgick som utrikesminister. Han användes därefter för olika diplomatiska uppdrag och var 1811–1816 danskt sändebud i Wien och 1817–1818 i Berlin. Tillsammans med brodern Joachim Bernstorff förde han Danmarks talan på Wienkongressen. År 1818 övergick han i preussisk tjänst och blev samma år utrikesminister. Som sådan verkade han för Preussens anslutning till Metternichs politik.